# Fils de l'Amour miséricordieux

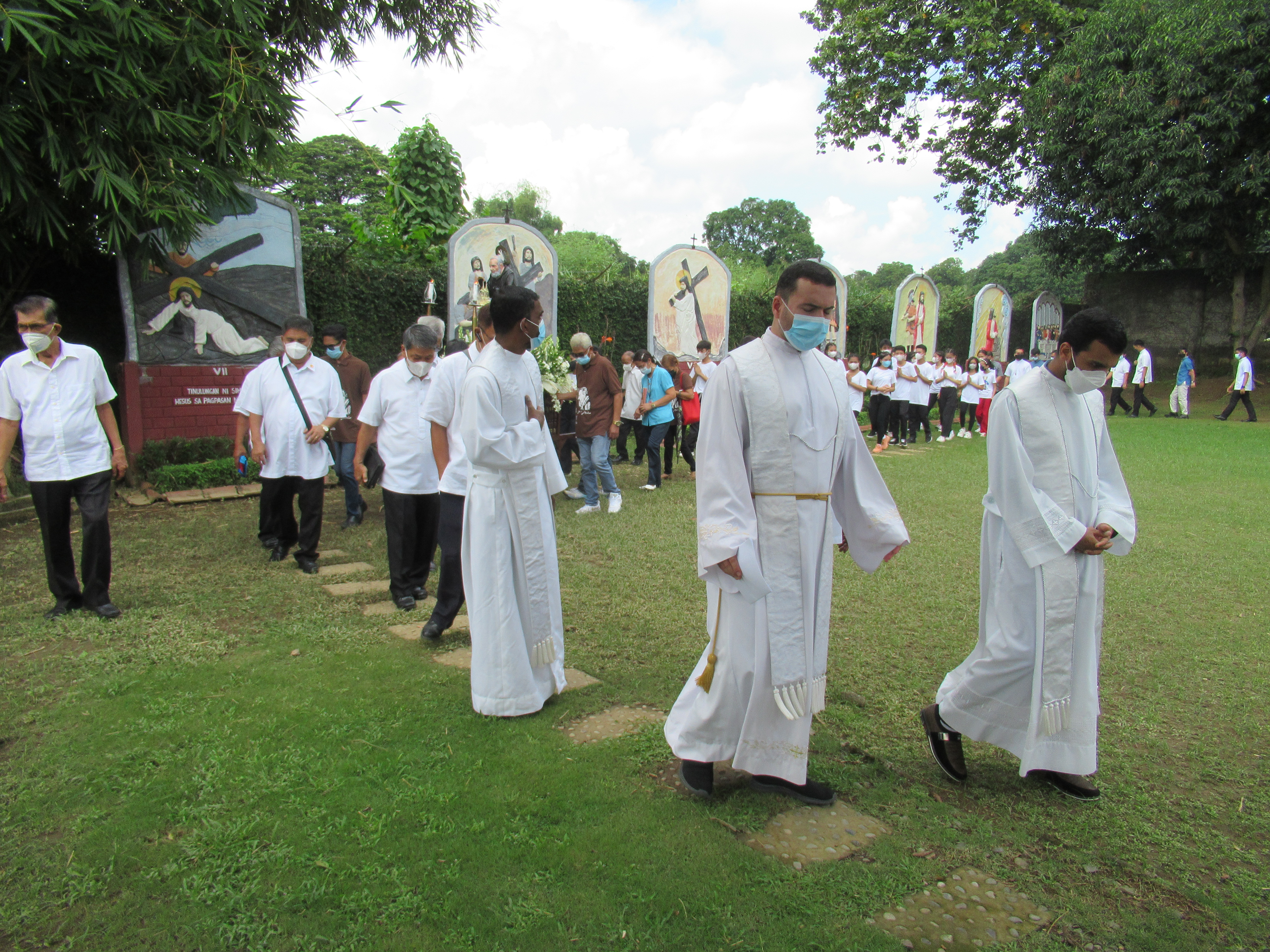
Procession et messe solennelle à la Chapelle Notre-Dame de la Grâce, Forteresse San Pio Pietrelcina, Pulilan, Bulacan, dirigées par les prêtres de la Congrégation des Fils de l’Amour Miséricordieux.

Les Fils de l'Amour miséricordieux (en latin : Congregatio Filiorum Amoris Misericordis, sigle F.A.M.) est une congrégation cléricale fondée en 1951 à Rome en Italie par la vénérable espagnole Espérance de Jésus (née en 1893, décédée en 1983).
L'ordre est reconnu par le pape Jean-Paul II le 12 juin 1983.

## Histoire
La congrégation a été fondée à Rome le 15 août 1951 par la religieuse espagnole Espérance de Jesus Alhama Valera (30 septembre 1893 - 2 avril 1983) quand les trois premiers novices ont fait leur profession de foi. Le 18 août 1951, Mgr Alfonso Maria de Sanctis, évêque de Todi, a accueilli la communauté dans sa juridiction, au hameau de Collevalenza (it). Depuis d'autres maisons ont été ouvertes à Matrice, à Fermo et, en 1963, à Lujua (diocèse de Bilbao).
Les Fils de l'Amour miséricordieux sont officiellement devenus Congrégation de droit diocésain par un décret de Mgr Norberto Perini, archevêque de Fermo, le 28 juillet 1968.
Le Saint-Siège a approuvé l'Ordre par un décret daté du 12 juin 1983. Le 31 décembre 2005, la congrégation était composée de 18 maisons et de 116 religieux, dont 90 prêtres.
Ils se dédient à l'assistance et à la sanctification du clergé diocésain en union avec ses religieux et se dévouent aussi à la charité et à des œuvres sociales.

### Évêques
- Domenico Cancian, évêque de Città di Castello, Italie
- Armando Martín Gutiérrez, évêque de Bacabal, Brésil

## Diffusion
Ils sont présents au Brésil, en Allemagne, en Italie et en Espagne. Le siège général est le Sanctuaire de l'Amour miséricordieux à Collevalenza (it) (dans l'entité de Todi, Province de Pérouse, Italie).